# Río Cuyahoga
El río Cuyahoga (en inglés Cuyahoga River; AFI: [ˌkaɪəˈhɔgə]) es un río del Medio Oeste de los Estados Unidos que fluye en direcciones SO y NO por el estado de Ohio hasta desaguar en el lago Erie, en la ciudad de Cleveland. Su curso, de 160 km de largo, empieza en el condado de Geauga, discurre hacia el sur hasta Cuyahoga Falls, donde gira bruscamente hacia el norte y atraviesa el Cuyahoga Valley National Park. 
El nombre de este río es de origen nativo americano y significa «río torcido», en alusión a la forma de «U» que describe.
Fue uno de los ríos más contaminados de los Estados Unidos, ardiendo en trece ocasiones entre 1868 y 1969. Pocos años después una ley federal limitó los vertidos y la situación ha mejorado. El 11 de septiembre de 1997 el presidente Bill Clinton designó este río como uno de los catorce que integran el sistema de ríos del patrimonio estadounidense.